# Slag bij Myriokephalon

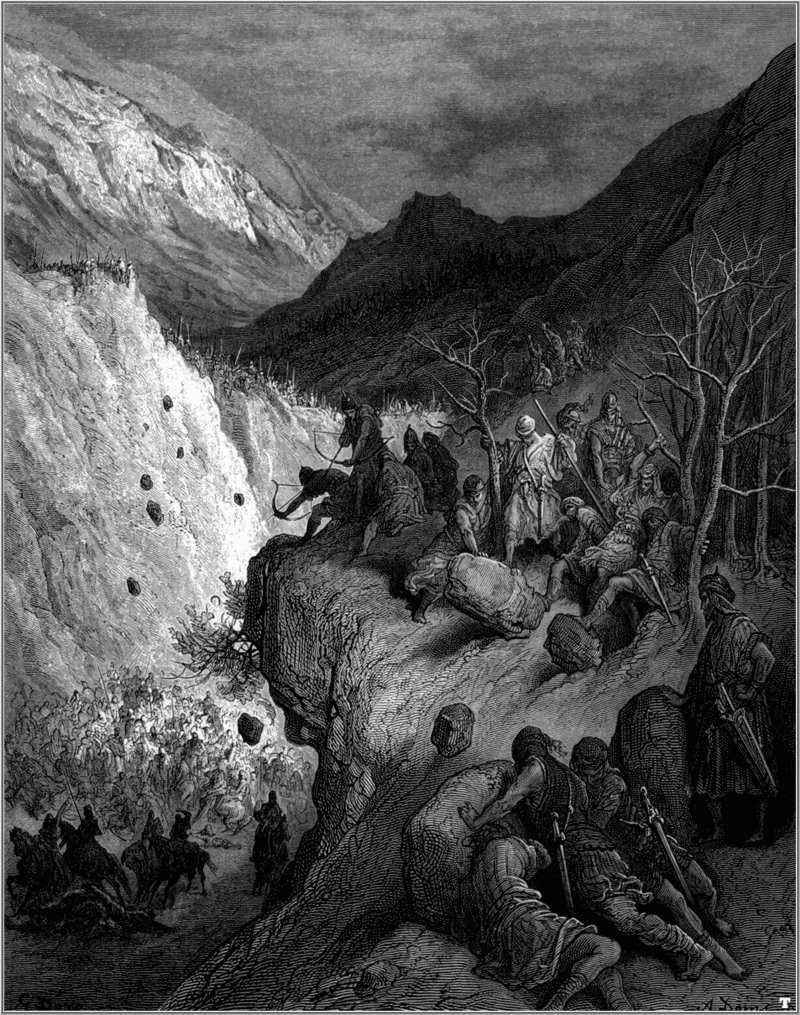
De Slag bij Myriokephalon, historiserende voorstelling uit de 19e eeuw.

De Slag bij Myriokephalon (Latijn: Myriocephalum of Turks: Miryokefalon Savasi) was een veldslag die op 17 september 1176 in Frygië plaatsvond tussen het Byzantijnse Rijk en de Seltsjoeken. Het Byzantijnse leger liep in een hinderlaag toen men een bergpas wilden oversteken. Het verlies van de slag bij Myriokephalon betekende voor de Byzantijnen een strategische nederlaag. Het was de laatste, mislukte poging van de Byzantijnen om het binnenland van Anatolië terug te veroveren op de Seltsjoeken.